# Ligularia calthifolia
Ligularia calthifolia là một loài thực vật có hoa trong họ Cúc. Loài này được Maxim. mô tả khoa học đầu tiên.